# Caio Ceônio Rúfio Volusiano Lampádio
Caio Ceônio Rúfio Volusiano Lampádio (em latim: Caius Ceionius Rufius Volusianus Lampadius) foi um oficial romano do século IV, ativo durante o reinado do imperador Constâncio II (r. 337–361), Valentiniano I (r. 364–378) e Valente (r. 364–378).

## Vida
Lampádio era um pagão que serviu como hierofante, profeta de Ísis, pontífice do Sol e nos taurobólios (sacrifícios expiatórios a Cibele). Sua vida e carreira são descritas tanto em obras dos historiadores romanos, como Amiano Marcelino, como em várias inscrições sobreviventes. Casou-se com Cecínia Loliana, filha de Postumiano. Seu primeiro ofício foi de pretor; nessa posição, realizou magníficos jogos em Roma. Depois tornou-se consular em Bizacena e talvez prefeito pretoriano da Ilíria de 354.
Entre 354-355, ocupou posição de prefeito pretoriano da Gália. Em 355, subornou Dinâmio para que forjasse cartas incriminatórias sobre a assinatura de Cláudio Silvano e enviou-as ao imperador; quando a fraude foi detectada, foi demitido e julgado, mas inocentado. Nesse tempo, emitiu várias leis preservadas no Códigos de Teodósio e Justiniano: XI 34.2a de 1 de janeiro de 355; VI 22.6 de 18 de fevereiro de 355; 12.2a de 30 de abril de 355; XI 40.36a + 36.12a de 29/30 de julho de 355. Em 365, tornou-se prefeito urbano de Roma. Nesse tempo, gravou seu nome sobre antigos edifícios para fazer parecer que os construiu e requisitou dos mercadores ferro, chumbo e bronze para suas obras públicas. Em certa ocasião uma multidão quase demoliu e incendiou sua casa próximo as Termas de Constantino e ele fugiu à ponte Mílvia.